# Виолетова морска котка
Pteroplatytrygon violacea е вид акула от семейство Dasyatidae. Видът не е застрашен от изчезване.

## Разпространение и местообитание
Разпространен е в Австралия, Алжир, Антигуа и Барбуда, Барбадос, Бенин, Бразилия, Габон, Гана, Гватемала, Гренада, Доминика, Еквадор, Екваториална Гвинея, Индонезия, Ирландия, Испания, Италия, Камерун, Канада, Коста Рика, Кот д'Ивоар, Либерия, Либия, Мадагаскар, Мексико, Мозамбик, Нигерия, Никарагуа, Нова Зеландия, Панама, Парагвай, Перу, Провинции в КНР, Салвадор, САЩ, Сейнт Лусия, Сиера Леоне, Тайван, Того, Уругвай, Франция, Хондурас, Чили, Южна Африка и Япония.
Обитава крайбрежията на океани, морета, заливи и потоци в райони с тропически, умерен и субтропичен климат. Среща се на дълбочина от 1 до 2700 m, при температура на водата от 3,1 до 22,2 °C и соленост 34,3 – 36,3 ‰.

## Описание
На дължина достигат до 1,6 m.
Продължителността им на живот е около 24 години.